# Amedeo Giacomini
Amedeo Giacomini (Varmo, 12 gennaio 1939 – San Daniele del Friuli, 23 gennaio 2006) è stato uno scrittore e poeta italiano.

## Biografia
Considerato come "il più grande che il Friuli abbia avuto dopo Pasolini, ha scritto sia in italiano che in friulano. La scelta di utilizzare la lingua friulana risale al 1976, anno del terremoto del Friuli. Nel 1987 alcuni suoi componimenti vengono inclusi nell'antologia della poesia dialettale curata da Franco Brevini; tale inclusione, accanto a nomi come Tonino Guerra e Delio Tessa, ne sancisce l'importanza nel panorama poetico italiano. Laureatosi all'Università di Urbino, Giacomini è stato anche docente universitario presso l'università di Udine e si è dedicato alla filologia, curando diverse opere dialettali.
Secondo Gian Mario Villalta, fu “figura di poeta e di letterato che meglio rappresenta, per il Friuli e non solo, la vitalità e le contraddizioni proprie dell’ultimo quarto del secolo scorso”. Fu amico di David Maria Turoldo, Andrea Zanzotto e intimo di Pierluigi Cappello.

## Opere in lingua italiana

### Prosa
- Manovre (1968)
- L'arte d'andar per uccelli con vischio (1969)
- Andrea in tre giorni (1981)
- Andar per uccelli; comprende L'arte dell'andar per uccelli con vischio e L'arte dell'andar per uccelli con reti (2000)
- Il giardiniere di Villa Manin (2004)
- Il ragazzo del Tagliamento (2007, postumo)

### Poesia
- La vita artificiale (1968)
- Incostanza di Narciso (1973)
- Es-fragmenta (1985)
- Il disequilibrio (1985)
- Antologia privata (1988)

## Opere in lingua friulana

### Prosa
- Tal ospedal (1987)

### Poesia
- Tiare pesante (1977)
- Vâr (1978)
- Sfueis (1981)
- Sfueis di un an (1984)
- Lune e sclesis (1986)
- Presumût unviâr (1987)
- Tal grin di Saturni (1990)
- In âgris rimis (1994)
- Tango (1997)

## Premi vinti
- premio Rapallo (1967)
- premio Cervia (1969)
- premio Lanciano (1971)
- premio Nonino - Risit d'aur (1988)